# Poecilominettia slossonae
Poecilominettia slossonae är en tvåvingeart som först beskrevs av Daniel William Coquillett 1898.  Poecilominettia slossonae ingår i släktet Poecilominettia och familjen lövflugor. Inga underarter finns listade i Catalogue of Life.